# Боровенка (приток Черёхи)

Боровенка и Глушица — реки в России, протекают в Островском районе Псковской области. Глушица вытекает из озера Михалевское (Устье) у деревни Устье и, примерно через 9 км по течению, впадает в озеро Боровенское, откуда вытекает Боровенка. Устье Боровенки находится в 127 км по правому берегу реки Черёхи. Длина Боровенки с Глушицей составляет 24 км, площадь водосборного бассейна 131 км².
На берегах Глушицы стоят деревни Устье и Тропкино. На берегах Боровенки стоят деревни Приозёрная, Подборовье и Маршевицы.

## Данные водного реестра
По данным государственного водного реестра России относится к Балтийскому бассейновому округу, водохозяйственный участок реки — Великая, речной подбассейн реки — подбассейн отсутствует. Относится к речному бассейну реки Нарва (российская часть бассейна).
По данным геоинформационной системы водохозяйственного районирования территории РФ, подготовленной Федеральным агентством водных ресурсов:
- Код водного объекта в государственном водном реестре — 01030000212102000029140
- Код по гидрологической изученности (ГИ) — 102002914
- Код бассейна — 01.03.00.002
- Номер тома по ГИ — 2
- Выпуск по ГИ — 0